# Мими (камень)

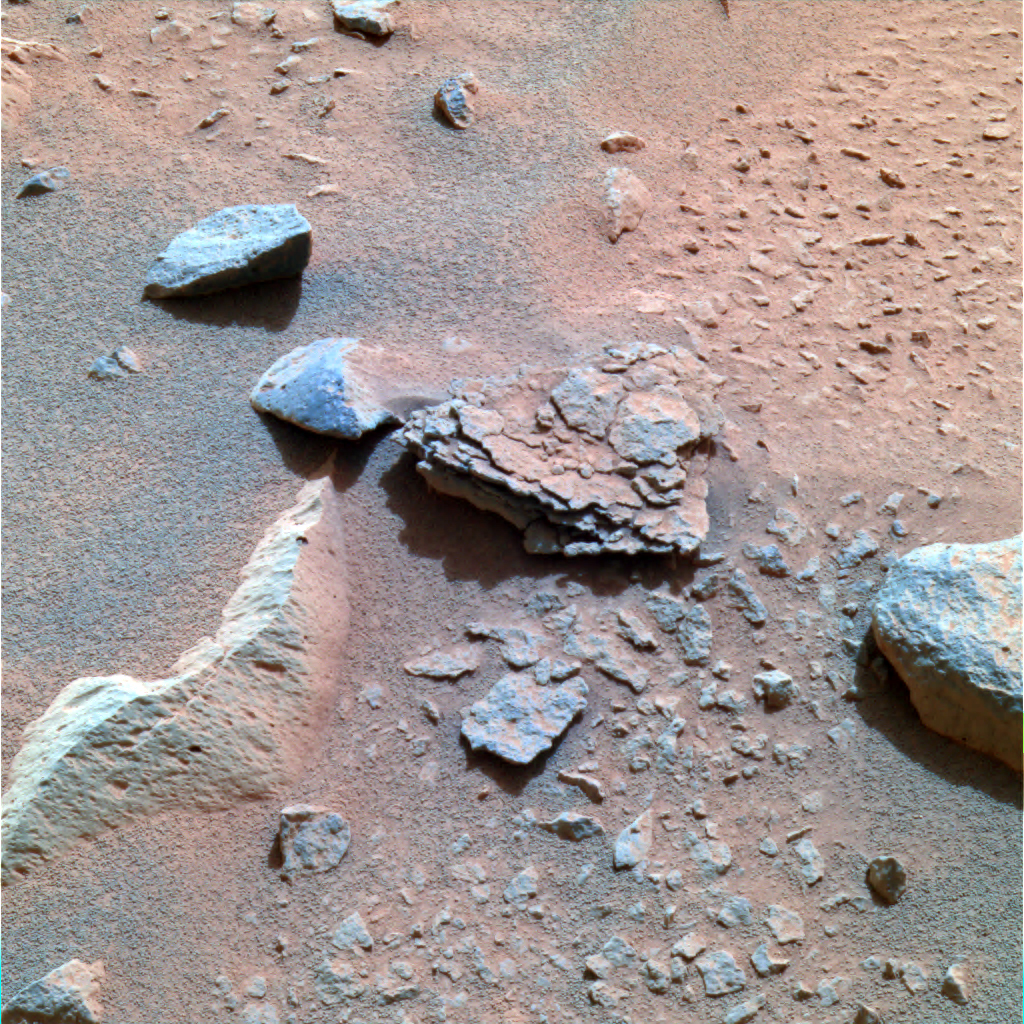
Камень «Мими» (в центре) в псевдоцветах.

«Мими» (англ. Mimi rock) — камень, найденный марсоходом «Спирит» 13 февраля 2004 года. Цветное изображение справа, снято панорамной камерой марсоходом Спирита на 40-й сол (13 февраля 2004 года). «Мими» является всего лишь одним из множества камней разбросанных в этой области. Область носит название Stone Council (Братство Камня, от одноимённого романа), но камень отличается от остальных камней, которые ученые и раньше видели в кратере Гусева. Чешуйчатая поверхность камня привела ученых к ряду предположений. «Мими», возможно, был подвергнут высокому давлению вследствие захоронения в глубоких слоях или ударного воздействия, или же он когда-то был частью дюны, спрессовавшейся в виде чешуйчатых слоёв, процесс, который иногда связан с действием воды.